# Il testamento della regina Isabella la Cattolica
Il testamento della regina Isabella la Cattolica (El testamento de Isabel la Católica o Doña Isabel la Católica dictando su testamento) è un quadro del pittore purista spagnolo Eduardo Rosales, forse la sua opera più nota. Risale al 1864, venne dipinto a olio su tela e misura 400 centimetri di larghezza per 290 di altezza.

## Storia

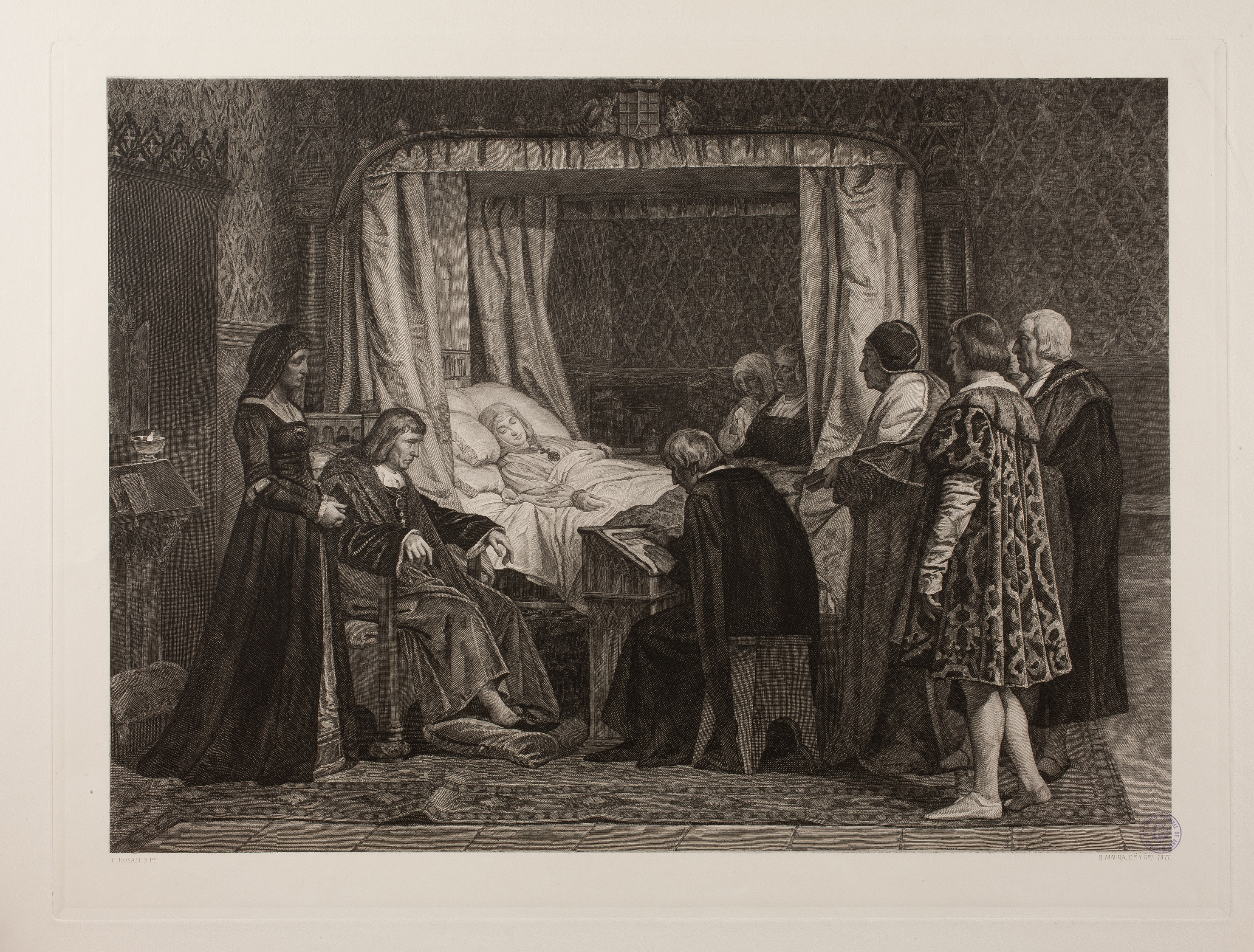
Un'incisione ad acquaforte del quadro realizzata da Bartolomé Maura nel 1877.

Rosales lavorò a questa tela per un anno e mezzo e la espose all'esposizione universale di Parigi del 1867. In seguito si recò a Roma, dove ricevette un telegramma dai suoi amici, il paesaggista Martín Rico e Raimundo de Madrazo, che gli dava la notizia del successo ottenuto dal suo quadro: una prima medaglia d'oro per gli artisti stranieri. In Francia egli ottenne pure la Legione d'onore. Nel 1877 Bartolomé Maura trasse un'incisione dall'opera.
L'opera appartiene al museo del Prado di Madrid, dove arrivò dopo essere stata acquistata dallo stato nel 1865; la sua destinazione iniziale era il museo nazionale (il museo della Trinità), ma dopo la sua dissoluzione nel 1872 passò, con il resto delle sue collezioni, al Prado. Dopo essere stata trasferita al museo d'arte moderna (MAM), tornò al Prado nel 1971 assieme alle opere del secolo diciannovesimo che si trovavano al MAM, dopo la dissoluzione di quest'ultimo.
Come riconoscimento simbolico dell'importanza di questa tela, va detto che fu la prima opera che venne esposta, alla presenza del ministro della cultura, del direttore del museo e del presidente del Real Patronato, alla mostra Maestros modernos. Las colecciones del siglo XIX del Museo del Prado, con la quale nel 2007 si inaugurò l'ampliamento di Moneo.

## Descrizione
Questo dipinto di storia ritrae il momento nel quale la regina Isabella di Castiglia detta il suo testamento. Tramite questo testamento venne sancita l'unione definitiva di tutti i regni della Spagna sotto un'unica corona, pertanto si tratta di un episodio molto importante per la storia del paese iberico.
La scena è ambientata nella camera da letto della regina situata nel castello di La Mota, a Medina del Campo. Rosales dipinse la regina moribonda al centro, circondata da vari personaggi, tra i quali sono presenti suo marito Ferdinando il Cattolico, seduto accanto a lei, sua figlia Giovanna (in piedi) e il cardinale Francisco Jiménez de Cisneros. I volti di questi personaggi lasciano trasparire varie emozioni, mentre Isabella ha un'espressione pacata. L'opera viene inquadrata nell'ambito della pittura di storia accademica del periodo romantico, ma in realtà presenta uno stile più realista rispetto alle opere precedenti di Rosales.